# أبو الخير المصري
عبد الله عبد الرحمن محمد رجب عبد الرحمن المعروف أيضًا باسم أحمد حسن أبو الخير المصري (3 نوفمبر 1957 – 26 فبراير 2017) هو قيادي في تنظيم القاعدة يوصف بأنه نائب لزعيم تنظيم القاعدة السابق أيمن الظواهري.

## حياته
كان أبو الخير عضوًا في جماعة الجهاد الإسلامي المصرية مع أيمن الظواهري وفر من البلاد في منتصف الثمانينات، وانضم للقتال في حرب البوسنة في الفترة بين 1992 و1995. حُكِمَ عليه بالإعدام غيابيًا في مصر سنة 1998 في قضية العائدين من ألبانيا، بزعم كونه مسؤول عن سلسلة من الهجمات في المدن المصرية خلال التسعينات.
ترأس أبو الخير اللجنة السياسية في القاعدة بالإضافة لكونه عضوًا في مجلس شورى القاعدة، ووُصف بالساعد الأيمن لأيمن الظواهري.

### الاعتقال
غادر أفغانستان بعد هجمات 11 سبتمبر، وفر إلى إيران، واعتقل في سيستان وبلوشستان في أبريل 2003، بجانب سيف العدل، وأبو محمد المصري. وفي مارس 2015 أُطلق سراحه من قبل إيران في صفقة تبادل أسرى، سافر بعدها إلى سوريا مع ثلاثة أخرين للانضمام إلى جبهة النصرة.

### وفاته
قالت تقارير إخبارية في 26 فبراير 2017 أن أبا الخير المصري قُتِلَ في غارة جوية أمريكية على سيارة في قرية المسطومة بمحافظة إدلب. ولم يصدر أي تأكيد رسمي بعدها، وفي وقت لا حق أكدت القوات الأمريكية وتنظيم القاعدة الخبر.